# Ї Лун
Ї Лун (кит. 一龙, пін. Yī Lóng, ім'я при народженні Лю Сінцзюнь (кит. 刘星君, пін. Liú Xīngjūn), 1 квітня 1987, Дечжоу, Китай — китайський майстер ушу та кікбоксер, що виступає в кікбоксингу в середніх вагових категоріях.
У дитинстві самостійно займався кунг-фу. У 2007 — чемпіон світу з кунг-фу. З літа 2009 виступає в китайській федерації кікбоксингу «Уліньфен» (кит. 武林风, пін. wǔlínfēng).